# Cnemathraupis aureodorsalis
Cnemathraupis aureodorsalis — вид птиц из семейства танагровых. Подвидов не выделяют.

## Таксономия
Вид был известен как Buthraupis aureodorsalis, так как до 2010 года вид включали в состав рода Buthraupis. Затем по результатам молекулярного филогенетического исследования таксон переместили в воссозданный род Cnemathraupis.

## Распространение
Эндемики миниатюрных лесов (см. en:Dwarf forest), произрастающих в Андах, в центральной части Перу.

## Описание
Крупные, яркие птицы. Длина тела 23 см. Оперение желто-чёрно-синее.

## Биология
Питаются (по данным наблюдений и согласно исследованиям содержимого желудков) фруктами, семенами и насекомыми.